# Nur Fliegen ist schöner (1970)
Nur Fliegen ist schöner (Alternativtitel Auch Vögel können töten, Originaltitel Brewster McCloud) ist ein experimenteller US-amerikanischer Spielfilm aus dem Jahre 1970 unter Regie von Robert Altman.

## Handlung
In der ersten Szene hält ein Lektor seinen Studenten eine Vorlesung über das Verhalten von Vögeln. Dann springt der Film zu Owlish Brewster, einem jungen Mann, der alleine und versteckt unter dem Astrodome im texanischen Houston lebt. Sein Traum ist es, besondere Flügel zu bauen, mit denen er wie ein Vogel durch die Luft fliegen kann. Der einsame Brewster bekommt nur Unterstützung von Louise, einer schönen, aber mysteriösen Frau, die eines Tages plötzlich auftaucht. Sie besitzt Narben an den Schulterblättern und ist offenbar ein gefallener Engel. Louise warnt ihn eindringlich davor, nicht seine Jungfräulichkeit zu verlieren, denn dies könne seine fliegerischen Instinkte zerstören.
Während Brewster an den Flügeln arbeitet, findet in Houston eine bizarre Mordserie statt, bei der die Opfer stranguliert und mit Vögelmist überdeckt wurden. Haskell Weeks, ein einflussreicher Mann der Stadt, sorgt dafür, dass der angesehene Ermittler Frank Shaft aus San Francisco für den Fall herangezogen wird. Schon bald führen Shaft seine Ermittlungen zu Brewster, der aber dank Louises Hilfe vor dem Polizisten entkommen kann. Louise, am Steuer eines Plymouth Road Runner, kann unterdessen Shaft bei einer Verfolgungsjagd entkommen. Shaft verletzt sich bei der Verfolgungsjagd schwer und begeht daraufhin Selbstmord. Brewster betrügt unterdessen allerdings Louise, als er Sex mit Suzanne – einer hübschen Platzanweiserin des Astrodomes – hat. Suzanne findet zwar Gefallen an Brewster, will aber nicht für dessen abenteuerliche Flugpläne ihr bürgerliches Leben verlassen. Sie spürt, dass Brewster hinter den Morden stecken könnte, und verrät ihn an die Polizei.
Während eine Horde Polizisten in das Astrodome eindringt und ihn festnehmen will, nimmt Brewster seine mittlerweile fertiggestellten Flügel und hebt mit ihnen in die Luft ab. Zwar kann er der Polizei entkommen, doch stürzt er ab und fällt auf den Boden des Astrodomes. Zum Schluss betritt ein Zirkus das Astrodome, dessen kostümierte Mitglieder von der Besetzung des Filmes gespielt werden. Der Ringmeister benennt die Besetzung des Filmes, während Brewster weiter verkrüppelt am Boden liegen bleibt.

## Hintergrund
Robert Altman drehte Nur Fliegen ist schöner direkt nach dem Erfolg seiner Kriegssatire MASH. Bei MASH hatte Bud Cort, der hier bereits als Hauptdarsteller agierte, noch in einer kleinen Nebenrolle mitgespielt. Bevor Altman es für sich entdeckte, war das Drehbuch von Brewster McCloud zuvor über mehrere Jahre erfolglos von Studio zu Studio gewandert, obwohl sich zeitweise auch Bob Dylan dafür interessiert hatte. Der Film zeige eine „pubertäre Omnipotenzfantasie“, die zugleich eine Rückbesinnung auf die griechische Mythologie und die Figuren von Ikarus und Dädalus sei. Altman spiele hier „virtuos mit Versatzstücken verschiedener Genres und demontiert dabei augenzwinkernd Ikonen der amerikanischen Massenkultur“.
Nur Fliegen ist schöner enthält zahlreiche Anspielungen auf die Filmgeschichte, beispielsweise auf die Werke von Federico Fellini sowie Altmans bis dahin entstandene Filme. Beispielsweise zitiert Altman den Filmklassiker Der Zauberer von Oz, als Margaret Hamilton – die in ihrer berühmten Rolle als böse Hexe in Der Zauberer von Oz nach Judy Garlands roten Schuhen giert – in diesem Film auch rote Schuhe trägt. Der Charakter des hartgesottenen Polizisten Shaft war eine Parodie auf die zwei Jahre zuvor von Steve McQueen dargestellte Figur des Bullitt.

## Kritiken
Bei seiner Veröffentlichung wurde Nur Fliegen ist schöner von Kritikern und Publikum eher gemischt und verwundert aufgenommen. Robert Altman bezeichnete den Film dennoch als eines seiner Lieblingswerke, zudem war der Film ein Nischenerfolg an Colleges während der 1970er-Jahre.
Bei Rotten Tomatoes besitzt Nur Fliegen ist schöner, basierend auf 22 Kritiken, eine positive Wertung von 86 %. Das Lexikon des internationalen Films schreibt: „Bewußt verwirrende, surrealistische Satire, formal eher den Cartoons und der französischen Nouvelle Vague als gängigen Film-Konventionen verpflichtet. Frühe, bizarre Regie-Arbeit von Robert Altman.“ Prisma urteilt: „Robert Altmans Frühwerk ist eine vielschichtig erzählte Satire auf den amerikanischen Traum. Dies ist eine der originellsten Arbeiten des Meisters des ‚Gegenfilms‘. Anarchisch in seiner tiefgründigen Erzählstruktur fasziniert das Werk auch durch seine Darsteller.“